# Geologia Księżyca

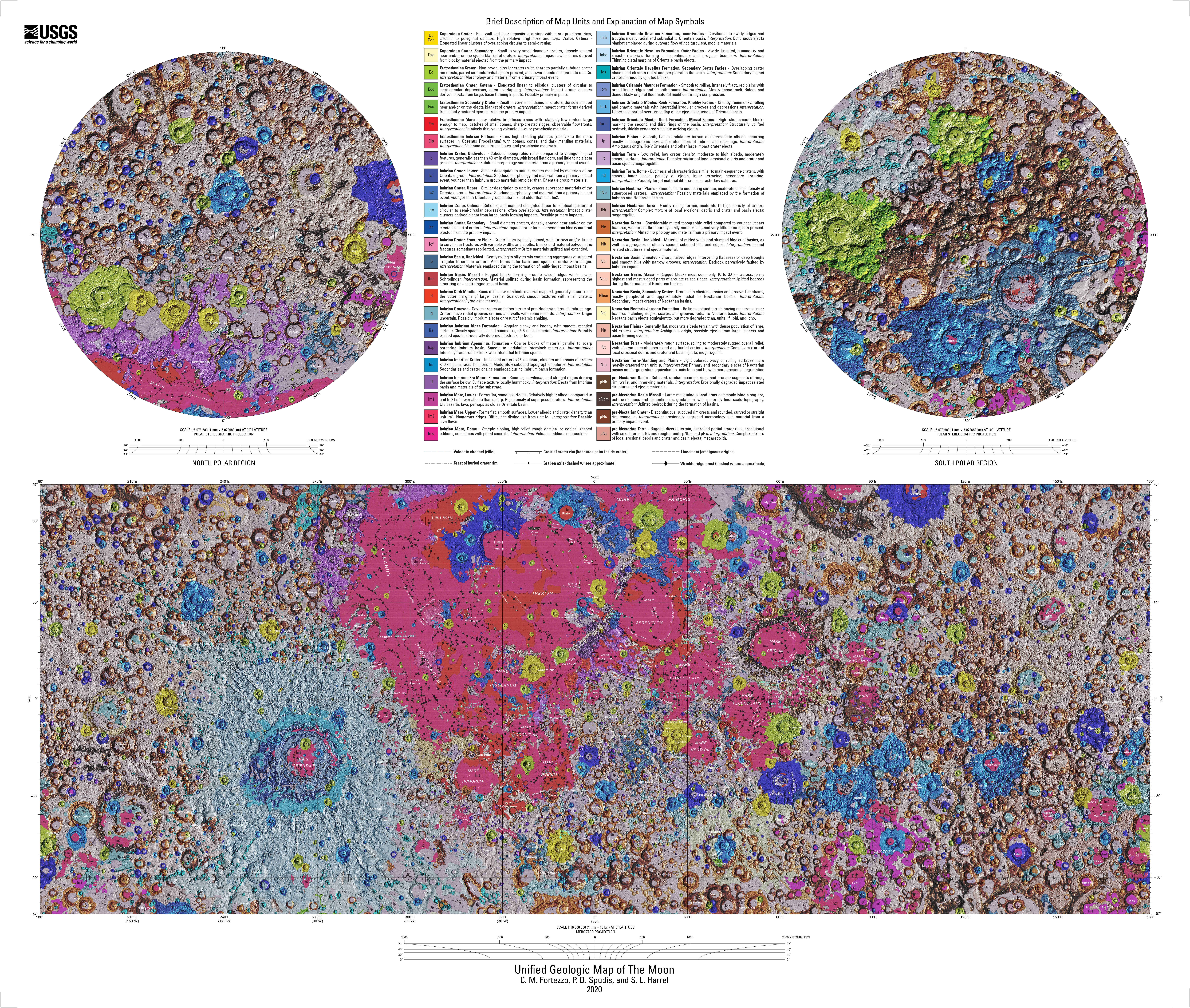
Szczegółowa mapa geologiczna Księżyca (2020)

Geologia Księżyca (nazywana czasami selenologią, chociaż ten drugi termin może odnosić się do ogólniejszej „nauki o Księżycu”) jest dość odmienna od ziemskiej. Księżyc nie posiada znaczącej atmosfery, co eliminuje erozję wywoływaną przez czynniki klimatyczne, nie ma płyt tektonicznych, posiada niższą grawitację i z powodu mniejszej średnicy traci ciepło szybciej. Złożona geomorfologia powierzchni księżycowej powstała w wyniku łącznego efektu różnych procesów; głównymi spośród nich to powstawanie kraterów uderzeniowych oraz wulkanizm. Księżyc jest zróżnicowanym ciałem posiadającym skorupę, płaszcz oraz jądro.
Badania geologiczne Księżyca opierają się na obserwacjach teleskopowych, pomiarach ze stacji orbitalnych, próbkach księżycowych oraz danych geofizycznych. Z kilku miejsc na Księżycu pobrano próbki bezpośrednio; w trakcie misji Apollo w późnych latach 1960. i wczesnych 1970., co dało łącznie 385 kilogramów skał księżycowych oraz pyłu, przywiezionych na Ziemię, a także z sowieckiego programu Łuna. Księżyc jest jednym ciałem pozaziemskim, z którego posiadamy próbki o znanym kontekście geologicznym. Na Ziemi znaleziono garstkę meteorytów księżycowych, chociaż nie wiadomo dokładnie z jakich kraterów pochodzą. Znacząca część powierzchni Księżyca nie została dokładnie zbadana i wiele kwestii geologicznych czeka na rozwiązanie. Harrison Schmitt, członek załogi Apollo 17 jest jedynym (do 2025 roku) geologiem, który stąpał po powierzchni Księżyca.

## Powstanie

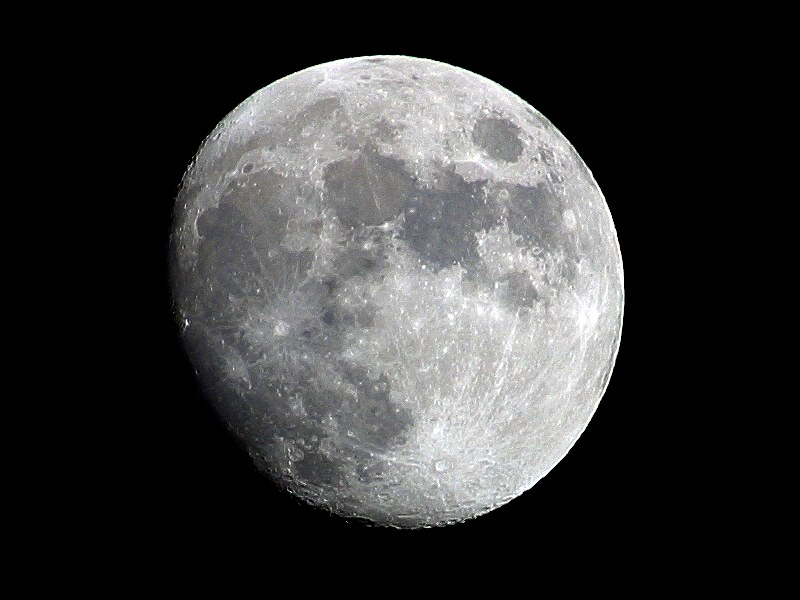
Widoczna strona Księżyca

Przez długi czas podstawową zagadką dotyczącą historii Księżyca było jego pochodzenie. Początkowo powstały teorie odszczepienia od Ziemi, przechwycenia i koakrecji. Obecnie, teoria wielkiego zderzenia jest ogólnie akceptowana przez środowisko naukowe.

### Teoria odszczepienia
Zgodnie z tą teorią, zaproponowaną przez George'a Darwina (syna Karola Darwina), szybkie obroty Ziemi spowodowały wyrzucenie masy, która stała się Księżycem. Przyjmowano, że Ocean Spokojny jest „blizną” po tym wydarzeniu. Obecnie wiadomo jednak, że skorupa oceaniczna, która tworzy basen oceanu, jest względnie młoda; jej wiek to około 200 milionów lat lub mniej, podczas gdy Księżyc jest znacznie starszy. Hipoteza nie wyjaśnia momentu pędu układu Ziemia-Księżyc.

### Przechwycenie Księżyca
Ta teoria zakłada przechwycenie całkowicie już ukształtowanego Księżyca przez ziemskie pole grawitacyjne. Jest ona mało prawdopodobna, gdyż bliskie spotkanie z Ziemią doprowadziłoby do zderzenia lub zmiany trajektorii ciała, w wyniku której Księżyc prawdopodobnie nigdy nie spotkałby się z Ziemią ponownie. Do poprawnego funkcjonowania hipotezy potrzebne byłoby założenie występowania rozległej atmosfery wokół wczesnej Ziemi, która byłaby w stanie zahamować ruch Księżyca i powstrzymać jego ucieczkę. Rozważa się tę teorię do wyjaśnienia nieregularności w orbitach satelitów Jowisza i Saturna, jednakże mało prawdopodobne, żeby wyjaśniała ona pochodzenie Księżyca. Dodatkowo teoria ta nie wyjaśnia podobnego stosunku procentowego izotopów tlenu na obu ciałach.

### Hipoteza koakrecji
Według tej hipotezy Księżyc i Ziemia powstały w układzie podwójnym z pierwotnego dysku akrecyjnego Układu Słonecznego. Przy powstawaniu Ziemi i Księżyca ze wspólnego materiału, skład pierwiastkowy i izotopowy pierwiastków na Ziemi i Księżycu powinien być identyczny, ale tak nie jest, zawartość żelaza w Księżycu jest znacznie mniejsza niż w Ziemi. Problem jaki pojawia się w tej teorii, to brak wyjaśnienia momentu pędu układu Ziemia-Księżyc.

### Teoria wielkiego zderzenia
Obecnie najlepszym wyjaśnieniem pochodzenia Księżyca jest teoria zderzenia dwóch ciał protoplanetarnych we wczesnym okresie akrecji Układu Słonecznego. „Teoria wielkiego zderzenia”, która stała się popularna w 1984 (chociaż powstała w latach 1970.) spełnia warunki orbity Ziemi i Księżyca i wyjaśnia względnie małe metaliczne jądro Księżyca.
Zderzenia pomiędzy planetozymalami są obecnie uznawane za przyczynę powiększania się ciał planetarnych we wczesnym etapie ewolucji układu słonecznego, a przy takim założeniu nieuniknione są większe zderzenia, gdy planety są już prawie całkowicie uformowane.
Teoria zakłada zderzenie pomiędzy ciałem o średnicy 90% obecnej Ziemi oraz wielkości Marsa (połowa promienia ziemskiego oraz dziesiąta część masy Ziemi). Nazwa domniemanego ciała, które uderzyło w powstającą Ziemię – Thea – nadane zostało po matce mitycznej Selene, bogini utożsamianej w mitologii greckiej z Księżycem. Stosunek mas obu ciał został wyliczony do uzyskania odpowiedniego momentu pędu odpowiadającemu obecnej konfiguracji orbitalnej, zaś przewidywana ilość materii, jaka uległaby wyrzuceniu podczas takiego zderzenia, odpowiada w przybliżeniu masie Księżyca.
Symulacje komputerowe tego wydarzenia zdają się wskazywać na zajście kolizji pod pewnym kątem (konieczność zachowania momentu pędu). Energia zdarzenia była bardzo duża: biliony ton materii uległy wyparowaniu lub stopieniu. Temperatura części Ziemi podniosła się aż do 10 000 °C. Znaczne ilości materii zostały wyrzucone w przestrzeń kosmiczną.
Ta teoria wyjaśnia posiadanie przez Księżyc małego żelazowego jądra (w przybliżeniu 25% jego promienia, w porównaniu do 50% promienia Ziemi). Większa część żelazowego jądra ciała, które uderzyło w Ziemię została włączona do jądra ziemskiego. Brak lotnych substancji w próbkach księżycowych jest po części wyjaśniony przez energię zderzenia. Energia uwolniona w czasie akrecji materiału orbitującego wokół Ziemi była wystarczająca do stopienia sporej części Księżyca i doprowadziła do powstania oceanów magmy.
Do chwili obecnej odległość Księżyca od Ziemi – wskutek powolnego, lecz ciągłego oddalania się naszego satelity – wzrosła dziesięciokrotnie w stosunku do jej pierwotnej wartości. Wkrótce po zderzeniu Księżyc zsynchronizował swój ruch obrotowy z obiegowym, dzięki czemu obserwujemy niezmiennie tylko jedną z jego półkul. Mimo licznych zalet, m.in. wyjaśnienia odrębności geologii ziemskiej i księżycowej, teoria ta jednak wciąż nie wyjaśnia spraw takich jak wyższa od przewidywanej zawartość pierwiastków lotnych w skałach Księżyca.

## Historia geologiczna
Historia geologiczna jest ujęta w 6 głównych epok, zwanych księżycową geologiczną skalą czasową. Około 4,5 miliarda lat temu nowo powstały Księżyc był cały płynny łącznie z powierzchnią, okrążał Ziemię w znacznie mniejszej odległości niż obecnie. Wynikające z tego siły pływowe deformowały stopione ciało do elipsoidy, którego półoś wielka była skierowana ku Ziemi.
Pierwszym ważniejszym wydarzeniem w geologicznej ewolucji Księżyca było krzepnięcie globalnego oceanu magmy. Głębokość tego krzepnięcia nie jest znana dokładnie, ale z kilku badań wynika że miało ono około 500 km lub więcej. Pierwsze minerały jakie powstały w tym oceanie to krzemiany magnezu, oliwin i piroksen. Ich gęstość była większa od stopionego materiału i dlatego opadały do stopionego materiału. Po krystalizacji 75% materiału anortozytowy plagioklaz wykrystalizował na powierzchni formując skorupę anortozytową o grubości 50 km. Większa część oceanu magmy wykrystalizowała szybko (w ciągu 100 milionów lat lub mniej), pozostałe pokłady magmy bogatej w pierwiastki KREEP uwalniające ciepło mogły pozostawać częściowo stopione przez setki milionów lat (być może nawet miliard lat). Wydaje się, że ostatnie pokłady magmy KREEP skupiły się w rejonie Oceanu Burz oraz Morza Deszczu. Obszar ten jest znany jako wyżyna Procellarum KREEP.
Niedługo po ukształtowaniu się skorupy Księżycowej lub nawet w trakcie jej formowania różne rodzaje magm, które dały początek magnezowym norytom i troktolitom zaczęły się formować, chociaż głębokość na jakiej to zaszło nie jest znana dokładnie.

## Krajobraz księżycowy
Krajobraz księżycowy cechuje się występowaniem kraterów uderzeniowych, tego co zostało wokół nich rozrzucone, niewielkiej ilości wulkanów, wzgórz, potoków lawy oraz depresji wypełnionych magmą.

## Uskoki skalne
Na zdjęciach powierzchni Księżyca znaleziono liczne uskoki skalne. Uskoki takie powstają gdy wnętrze planety kurczy się. Oszacowano, że uskoki pochodzą sprzed 1 miliarda lat, a wiek niektórych szacowany jest na 100 milionów lat. Tak niedawne zmiany świadczą o tym że, procesy geologiczne na Księżycu trwały znacznie dłużej niż dotychczas sądzono.